# Marie Gil
Pour les articles homonymes, voir Gil.
Marie Gil est un écrivain et une critique littéraire française.

## Biographie
Agrégée de Lettres modernes, Marie Gil a soutenu une Habilitation à Diriger des Recherches sur "Littérature et immanence dans la littérature du XXe siècle" en 2021 sous la supervision de Tiphaine Samoyault. Elle a également valorisé la recherche dans des séries d'émissions pour France Musique. Elle appartient au jury du prix de littérature André-Gide. Elle est aussi spécialiste de cinéma et elle présente les séances de « cinéma-théorie au Champo » depuis 2015, tous les premiers lundis du mois, sur un thème annuel.
Essayiste, romancière et spécialiste de la littérature française du XXe siècle qu'elle a enseignée à l'université de la Sorbonne, elle est actuellement vice-présidente du Collège international de philosophie et co-directrice de l'équipe « Roland Barthes » à l'ENS (ITEM/CNRS). Elle s'est fait connaître pour l'originalité de sa position sur la question biographique, qu'elle a appliquée à une biographie de Roland Barthes (Flammarion), et pour ses lectures des textes littéraires en anagrammes.
La lecture comme expérience et perception et l'approche « textualiste » sont à l’horizon de l’ensemble de ses travaux. Elle a dégagé une méthode critique fondée sur l'idée que l'on ne cherche pas, dans la littérature, un autre « discours » mais un autre texte. Elle laisse donc de côté l'herméneutique au profit de ce que l'on pourrait nommer un littéralisme absolu. Sa biographie de Roland Barthes s'interroge ainsi sur ce qu'est « l'écriture de vie » et montre que la vie peut être lue et décryptée « comme un texte ».
Elle est l'auteur de deux romans, Est, écrit à partir du Lancelot du Lac de Robert Bresson, paru chez MF en 2015, et L'Axe de Cendre, au même éditeur, en 2018.
Elle enseigne depuis 2016 les Lettres en classes préparatoires à Paris, aux lycées Henri-IV et Louis-le-Grand.

## Œuvres

### Essais
- Les Deux Écritures, Éditions du Cerf, 2010.
- Péguy au pied de la lettre, Éditions du Cerf, 2011.
- Roland Barthes. Au lieu de la vie, Flammarion, 2012.
- La Chambre d'à côté, Hermann, 2017.
- La Mémoire-cinéma. Lire Proust par les films, Éditions MF, 2024.

### Fictions
- L'Axe de Cendre, MF, 2018.
- Est, MF, 2015.

### Direction d’ouvrages
- Formalisme et littérature (en collaboration avec Patrice Maniglier), revue Les Temps modernes, no 676, 2013.
- Vita Nova (en collaboration avec Frédéric Worms), Hermann, 2016.
- Barthes : en sortant du cinéma (en collaboration avec Antoine de Baecque et Éric Marty), Textuel, 2018.
- Barthes et la question homosexuelle, co-éd. B. Blanckeman, C. Coste, E. Marty, Revue Roland Barthes, 2025.

### Radio
- « La Société nationale de musique. 1871-1945 », série radiophonique pour France Musique, dans « Au bonheur des gammes », 2011.